# Emilio Martínez-Lázaro
Emilio Martínez Torre est un réalisateur espagnol né en 1945 à Madrid. Il est le réalisateur d'Ocho apellidos vascos et Ocho apellidos catalanes.
En 2014, il reçoit la Médaille d'or du mérite des beaux-arts, décernée par le Ministère de l'Éducation, de la Culture et des Sports.

## Filmographie
- 1969 : Aspavientos (court métrage)
- 1970 : Amo mi cama rica (court métrage)
- 1971 : El camino del cielo (court métrage)
- 1971 : Pastel de Sangre (ca), coréalisé avec Josep Maria Vallés (es), Francesc Bellmunt (es) et Jaime Chávarri
- 1978 : Las palabras de Max
- 1980 : Sus años dorados (ca)
- 1986 : Lulú de noche
- 1988 : El juego más divertido (es)
- 1992 : Amo tu cama rica (es)
- 1994 : Los peores años de nuestra vida
- 1997 : Routes secondaires (Carreteras secundarias)
- 2001 : La voz de su amo (ca)
- 2002 : Un lit pour quatre (El otro lado de la cama)
- 2005 : Queen Size Bed (Los 2 lados de la cama)
- 2007 : Las 13 rosas évoquant Les Treize Roses
- 2012 : La montaña rusa (en)
- 2014 : Ocho apellidos vascos[1]
- 2015 : Ocho apellidos catalanes[2]
- 2018 : Miamor perdido (es)
- 2024 : Un hipster en la España vacía (es)